# Марія Мандель
Марія Мандель (нім. Maria Mandel; 10 січня 1912, Мюнцкірхен, Австро-Угорщина — 24 січня 1948, Краків, ПНР) — нацистська військова злочинниця, відповідальна за смерть близько 500 тисяч жінок-ув'язнених табору смерті Аушвіц.

## Біографія
Починаючи з 1938 року, Мандель служила в жіночих допоміжних підрозділах СС. З 15 жовтня 1938 року Мандель працювала в концентраційному таборі Ліхтенбург. 15 травня 1939 року вона була переведена в жіночий концтабір Равенсбрюк. Їй вдалося справити враження на табірне начальство, і в червні 1942 року вона була підвищена на посаді до старшої наглядачки. В її обов'язки входило проведення перекличок, відправка ув'язнених на роботи і призначення покарань. 7 жовтня 1942 року Мандель була переведена у великий табір смерті Аушвіц-Біркенау. Там вона зайняла пост начальниці жіночих таборів в Аушвіці. Займаючи більш низьке положення в порівнянні з чоловічою частиною табірного начальства, вона, тим не менш, мала абсолютну владу над жіночими бараками. Саме Мандель склала протекцію Ірмі Грезе, яка обійняла посаду начальниці угорського жіночого табору в Аушвіці.
Колеги по службі описували Мандель як «надзвичайно розумну і віддану своїй справі» людину. В'язні Аушвіца між собою називали її потворою. Мандель особисто проводила відбори ув'язнених, і тисячами відправляла їх у газові камери. Відомі випадки, коли Мандель особисто на час брала під своє заступництво кількох ув'язнених, а коли вони їй набридали, вносила їх у списки для знищення. Також саме Мандель належить ідея і створення жіночого табірного оркестру, який зустрічав біля воріт новоприбулих ув'язнених веселою музикою. За спогадами тих, хто вижив, Мандель була меломанкою і добре ставилася до музикантів з оркестру, особисто приходила до них у барак з проханням що-небудь зіграти.
У 1944 році Мандель була переведена на посаду начальниці концтабору Мульдорф, однією з частин концтабору Дахау, де і прослужила до кінця Другої світової війни. У травні 1945 року вона втекла в гори в районі її рідного міста Мюнцкірхен. 10 серпня 1945 року Мандель була арештована американськими військами. У листопаді 1946 року її як військову злочинницю передано за запитом польській владі. Мандель була однією з головних фігуранток процесу над службовцями Аушвіцу, що відбувся в листопаді-грудні 1947 року. Суд засудив її до страти через повішення. Вирок виконано 24 січня 1948 року в краківській в'язниці.

## Нагороди
- Хрест Воєнних заслуг 2-го класу (30 січня 1944)[4]